# سیگیشوآرا
شهر سیگیشوآرا (به رومانیایی: Sighişoara) در شهرستان موره در کشور رومانی واقع شده‌است. جمعیت این شهر ۳۲٬۲۸۷ نفر  است.

## نگارخانه

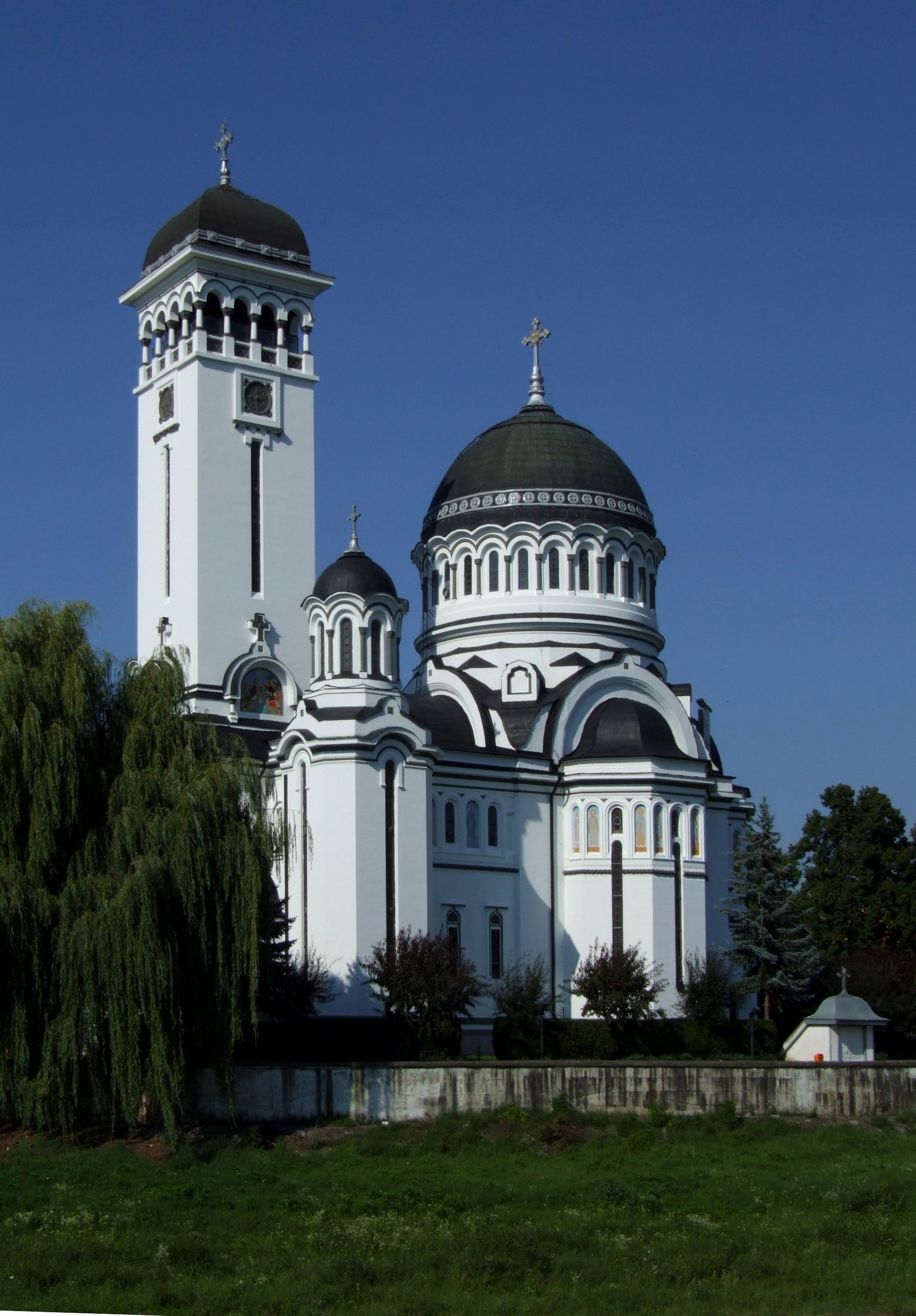
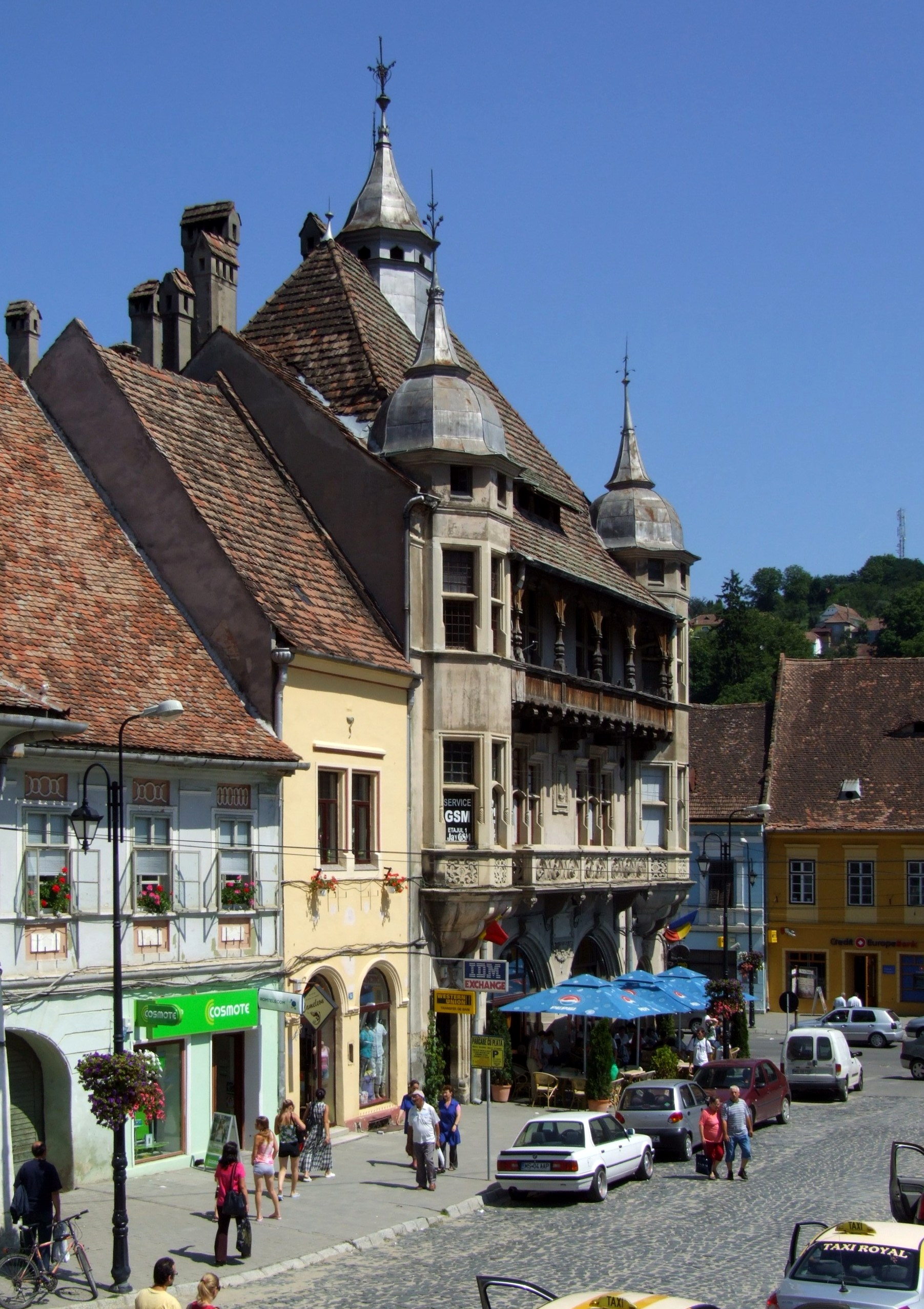
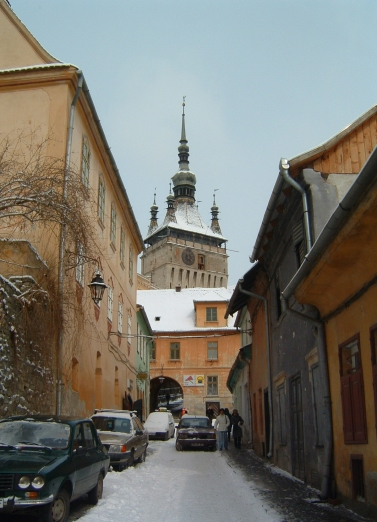
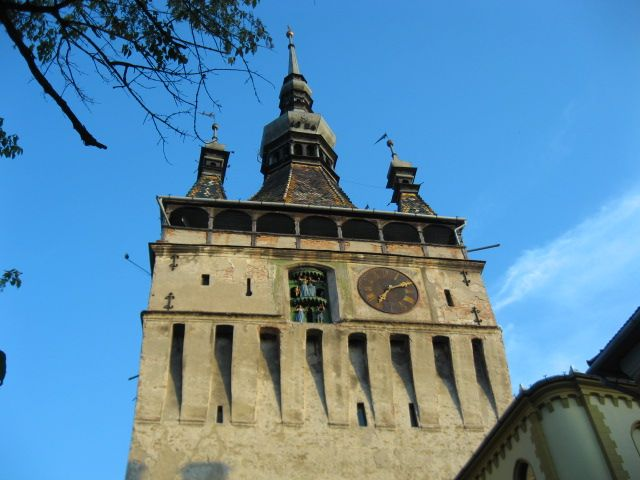
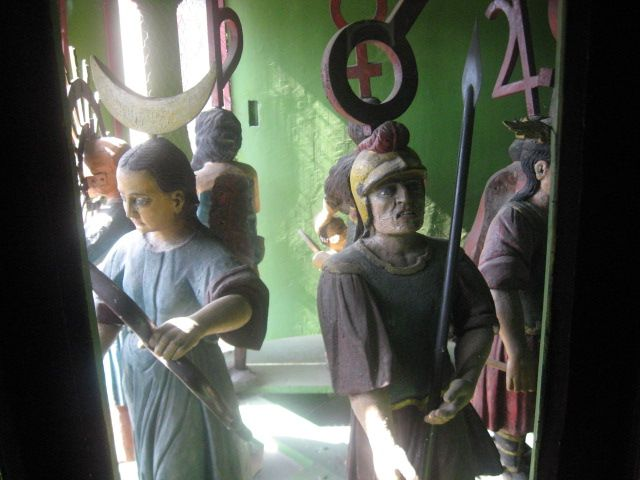
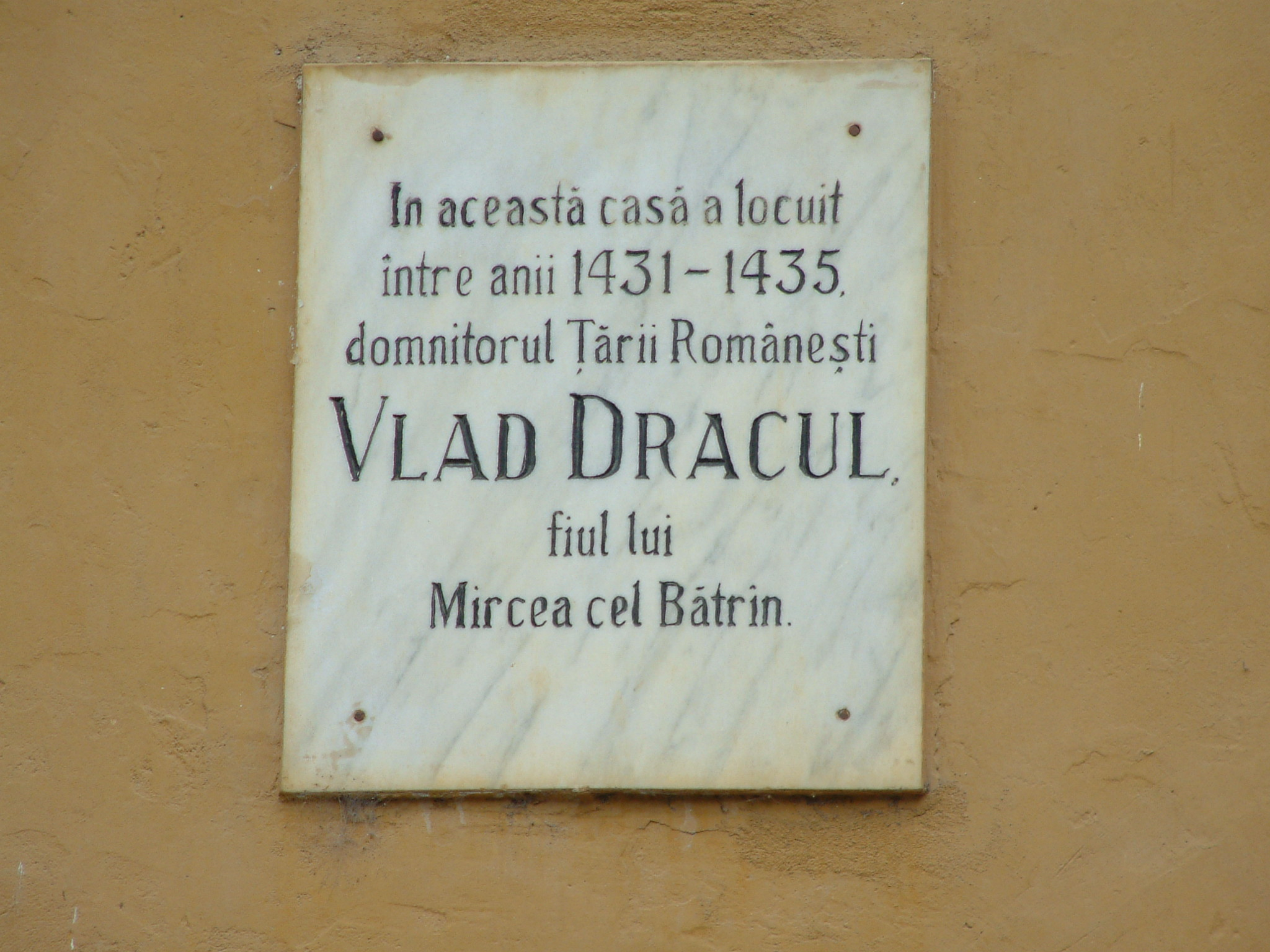
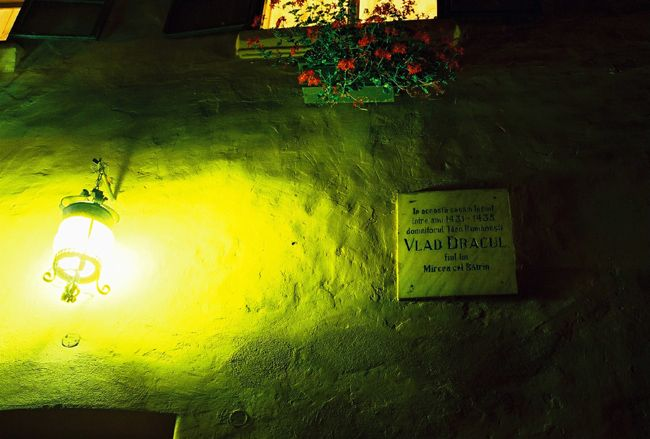
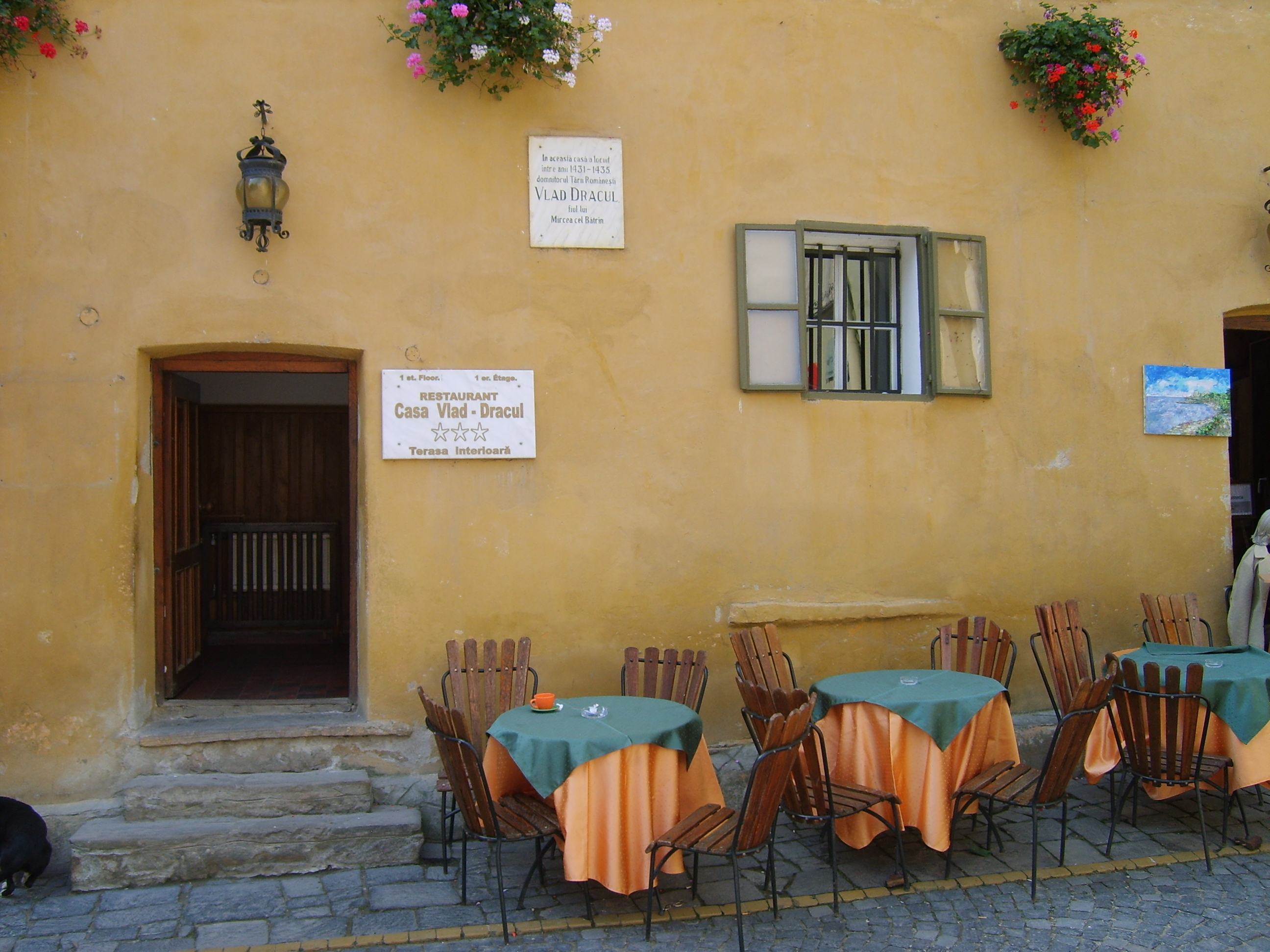
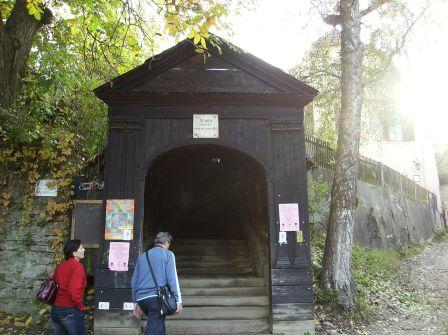
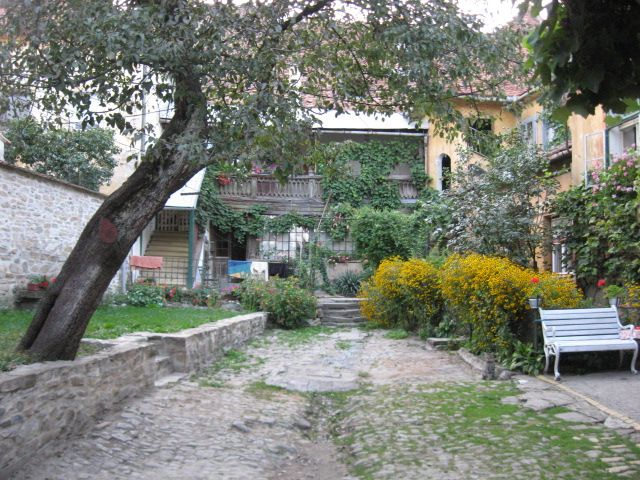
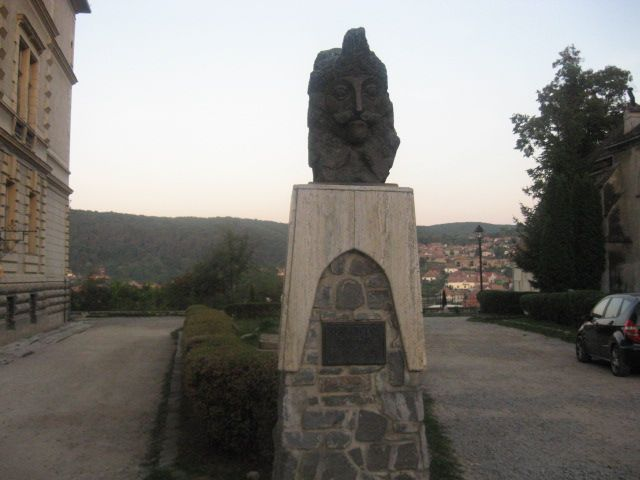
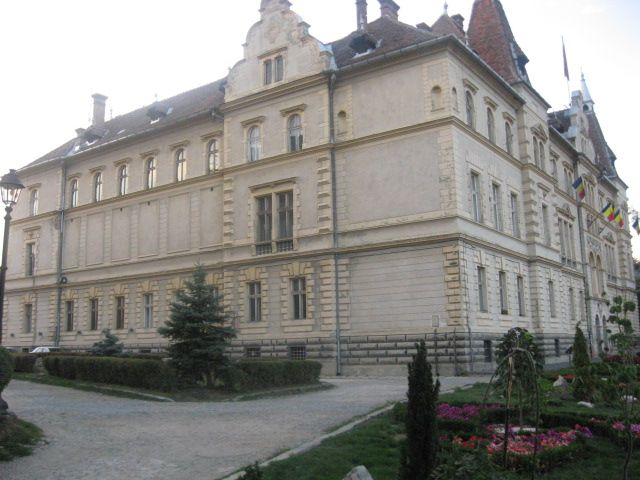
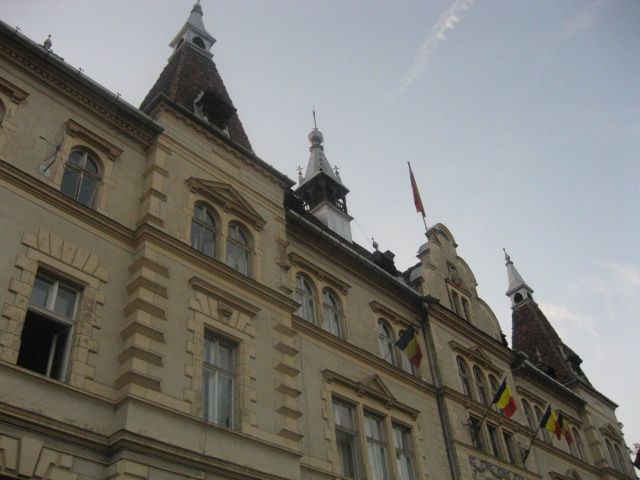
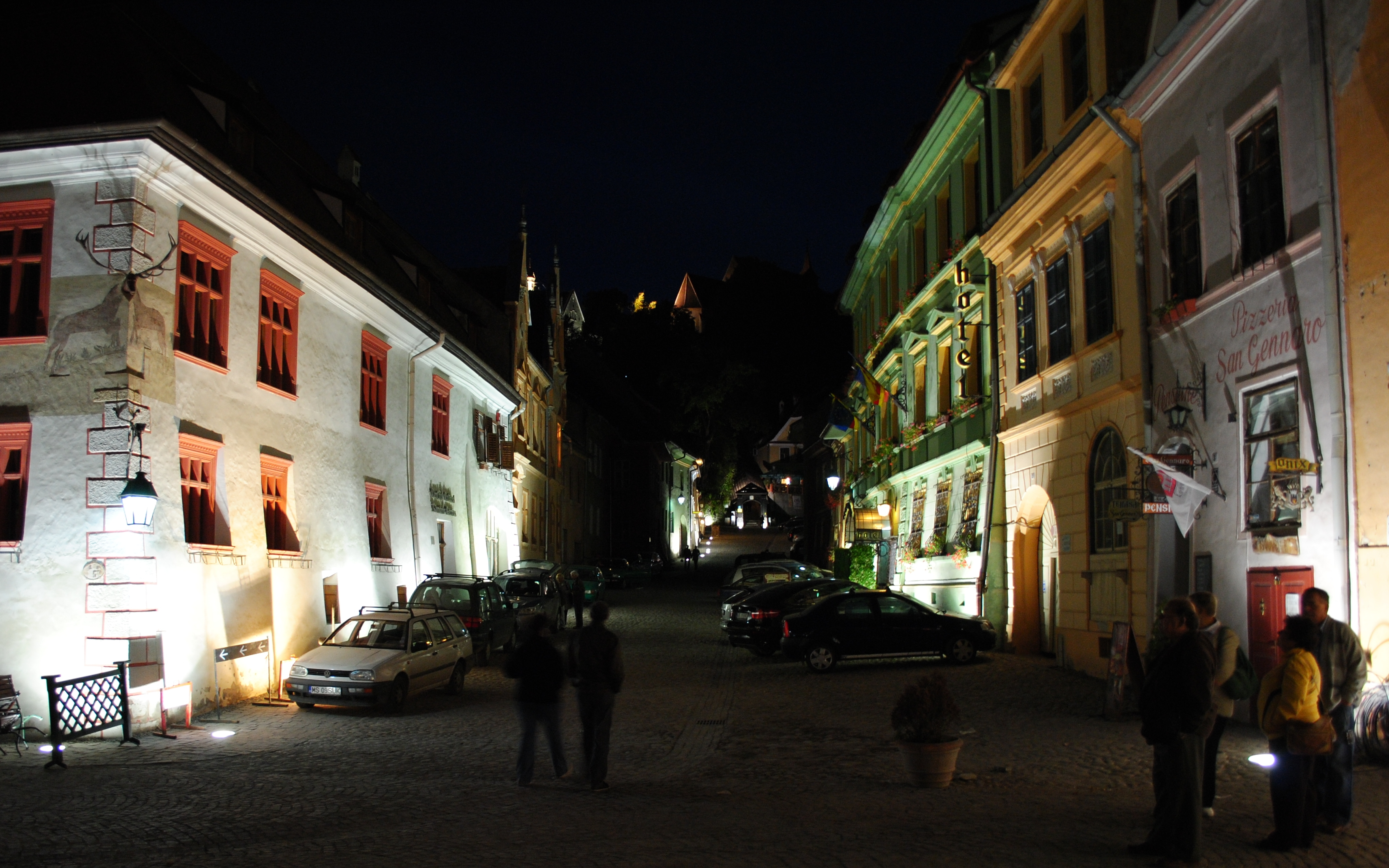
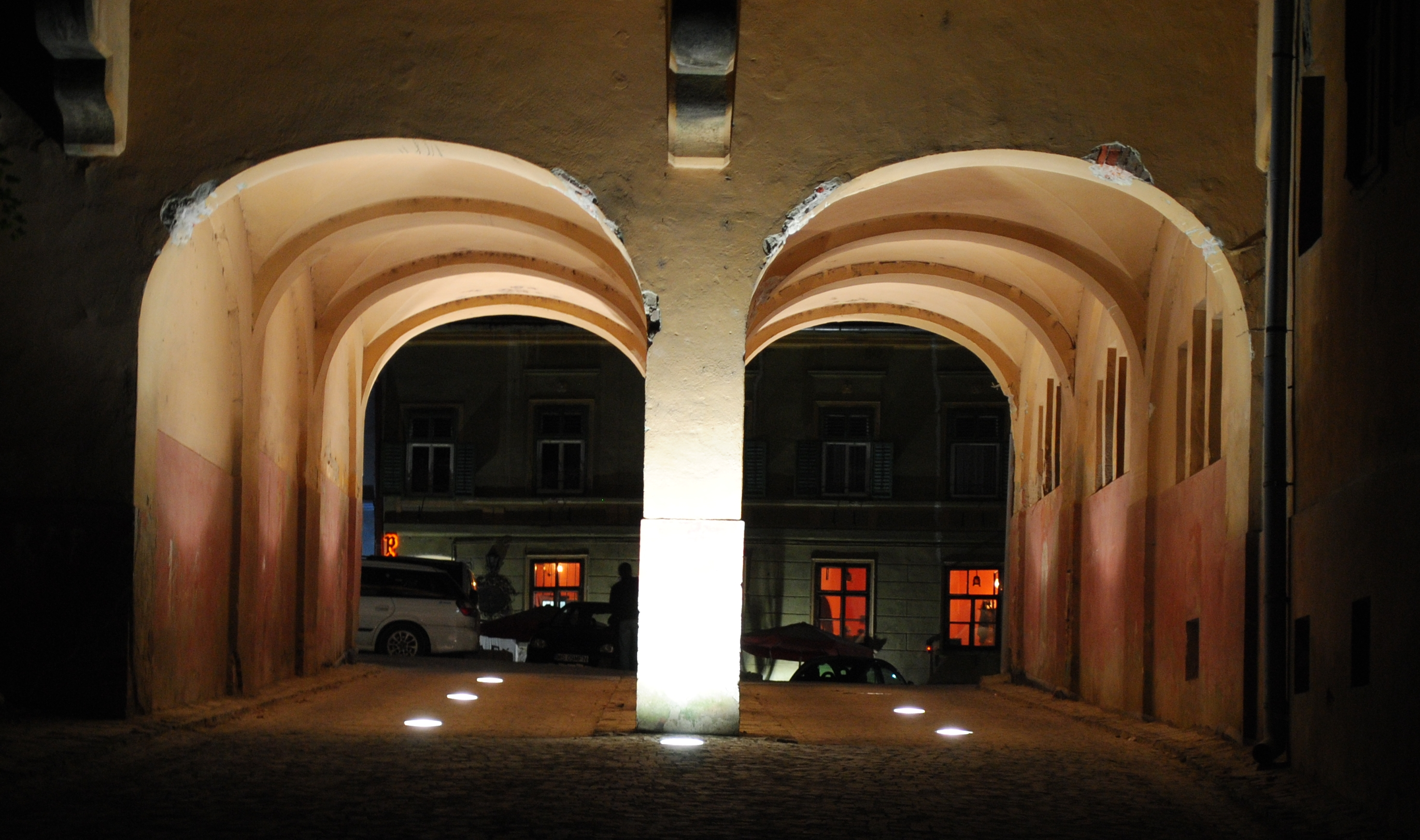
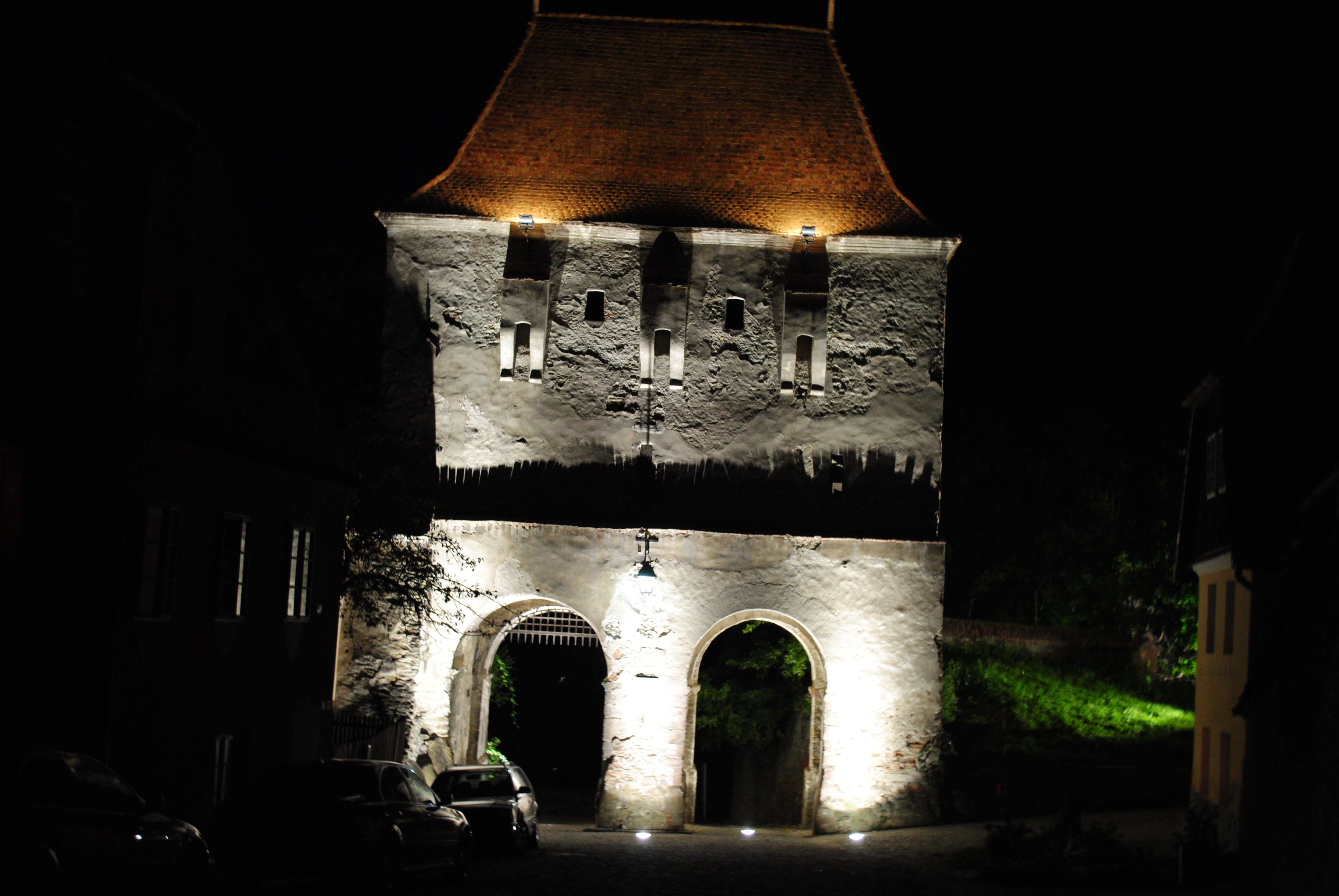